# السراح (بعدان)

تعديل مصدري - تعديل

السراح هي إحدى قرى عزلة بني منصور بمديرية بعدان التابعة لمحافظة إب، بلغ تعداد سكانها 330 نسمة حسب تعداد اليمن لعام 2004.